# Тоде, Эрнест Фридрих
Эрнест Фридрих Тоде (нем. Ernst Friedrich Tode, 27 мая 1858, Парголово — 5 декабря 1932, Мюнхен) — художник монументально-декоративного искусства, мастер расписного паечного витража, живописец по стеклу, исследователь западноевропейской геральдики.

## Биография
Эрнест Фридрих, сын коммерсанта Рудольфа Тоде, происходил из древнего немецкого рода в Любеке. В 1660 году семья переехала в Курляндию, члены семьи занимались торговлей в Лиепаи, занимали видные должности в городском магистрате. Затем отец будущего художника попытался найти работу в Санкт-Петербурге, и семья обосновалась в немецкой колонии в местечке Паркола (позднее село Парголово Выборгского района). Для обучения в гимназии отец отослал мальчика к родственникам в Ригу. Закончив гимназию, Эрнест Фридрих в 1878—1882 годах учился архитектуре в Политехническом институте в Риге.
Затем переехал в Мюнхен. С 1882 по 1885 год учился живописи в Мюнхенской академии художеств, в том числе у Отто Зайтца. В 1885—1887 годах работал в Харькове рисовальщиком и живописцем-портретистом. Затем отправился в Дюссельдорф. Учился в Дюссельдорфской академии художеств, в 1887—1888 годах у Эдуарда фон Гебхардта, портретной и жанровой живописи у Вильгельма Зона и в 1890 году у пейзажиста Ойгена Дюкера.
В Дюссельдорфе, в Отеле «Eiskellerberg», расположенном напротив главного здания Академии художеств, Эрнст Тоде в 1891—1894 годах преподавал рисование и черчение в Школе художественных ремёсел (Kunstgewerbeschule). В 1894 году в этом же здании он организовал мастерскую росписи по стеклу. С 1909 по 1914 год Эрнст Тоде жил в Регенсбурге, работал рисовальщиком родовых гербов и эмблем. С началом Первой мировой войны Эрнст Фридрих переехал в Мюнхен. Художник скончался в возрасте 74 лет. Похоронен в Мюнхене.

## Витражи
В Германии, прежде всего в Мюнхене, издавна существовала школа живописи по стеклу (нем. Glasmalerei. В начале 1840-х годов Королевский институт живописи на стекле действовал в Берлине. В 1867 году в пригороде Мюнхена мастерские по изготовлению витражей для жилых интерьеров организовал В. Д. Сверчков. На территории Российской империи в то время не было подобных мастерских.
В 1893 году в Риге для старой лютеранской церкви Святой Гертруды (Ģertrūdes Evaņģēliski luteriskā baznīca) потребовались новые витражи. Местная община пожелала видеть орнаментальные композиции в готическом стиле, чтобы они соответствовали архитектуре храма. Рисунок витражей сделал Вильгельм Бокслаф, известный рижский архитектор и друг Эрнста Тоде. Выполнить эскизы в стекле доверили Эдуарду Байерману, но, занятый другими заказами, он передоверил работы Эрнсту Тоде. В 1894 году в Риге на выставке в Ремесленном клубе были показаны витражи Байермана и мебель, сделанная по рисункам Тоде.
В 1895 году в Риге, на Александровской, 76, было открыто витражное ателье «Тоде и Байерман». Витражи изготавливали в традиционной наборной (мозаичной), или паечной, технике, при которой отдельные, вырезанные по контуру рисунка кусочки разноцветного стекла дополнительно расписываются огнеупорными силикатными красками с последующим обжигом, а затем соединяются свинцовой оправой. Мастерская изготавливала витражи по частным заказам, а также для Домского собора, церквей Св. Иоанна и Св. Петра в Риге, Св. Иоанна в Тарту, для костёлов в других городах Прибалтики, для петербургской Немецкой реформатской церкви у слияния Большой Морской улицы с набережной реки Мойки и для римско-католической церкви Святой Екатерины Александрийской на Невском проспекте в Санкт-Петербурге.
Мастерская Тоде в связи с обилием заказов постепенно расширялась. В 1903—1905 годах создавались витражи для окон Торгового дома братьев Елисеевых на Невском проспекте Санкт-Петербурга, а также для дома В. П. Елисеева на набережной Мойки, 59. Многие витражи из-за их хрупкости, а чаще по причине вандализма, не сохранились. В Торговом доме Елисеевых они частично воссозданы при реставрационных работах в 2011—2012 годах.
Помимо витражей Эрнст Тоде занимался изучением европейской геральдики. В 1902 году он задумал издавать Балтийский геральдический календарь, в котором планировал размещать рисунки гербов местных династических родов, но затея оказалась слишком сложной, а революция 1905 года поставила под сомнение многие проекты. В 1906 году Эрнст Тоде работал над витражами для здания рижского Биржевого коммерческого училища (ныне Академия художеств Латвии).
В 1909 году Эрнст Тоде покинул Ригу и переселился в небольшое местечко Кёнигсвизен под Регенсбургом в Баварии. Там он занялся живописью и генеалогическими изысканиями. Свои геральдические исследования он оформлял в виде красочных таблиц и издавал считанными экземплярами.

## Основные работы
- Окно сакристии церкви Святого Петра в Риге
- Два арочных алтарных окна и витражи окон трансепта римско-католической церкви Святой Екатерины Александрийской в Санкт-Петербурге. 1897
- Витражи Немецкой реформатской церкви в Санкт-Петербурге (здание сохранилось в сильно перестроенном виде)
- Витражи лестницы особняка Набоковых на Большой Морской, 47. Санкт-Петербург. 1898
- Витражи Готической столовой особняка А. Ф. Кельха на Сергиевской ул., 28. Санкт-Петербург. 1898
- Витражи Торгового дома братьев Елисеевых на Невском проспекте. Санкт-Петербург
- Витражи Доходного дома В. П. Елисеева на набережной Мойки, 59
- Витражное окно Церкви Святого Креста в Пайде, Эстония. 1901
- Окно апсиды в Хоральной синагоге в Киеве
- Витражи здания рижского Биржевого коммерческого училища (ныне Академия художеств Латвии). 1906
- Окно в церкви Вайсенштайн. Бавария. 1901
- Витражи Римско-католического костёла Св. Николая в Киеве